# Меринґія бокоцвіта
Меринґія бокоцвіта, мерингія бокоцвіта  (Moehringia lateriflora) — вид рослин з родини гвоздикових (Caryophyllaceae), поширений у Євразії й Північній Америці.

## Опис
Багаторічна трав'яниста рослина 5–20 см заввишки. Рослина розсіяно запушена короткими волосками. Листки ланцетні, 10–20 мм завдовжки. Суцвіття пазушні, мало-квіткові. Чашолистки 2–3 мм довжиною. Пелюстки в 1.5–2 рази довші від чашолистків. Коробочки яйцеподібні, майже вдвічі довші від чашечки. Кореневища формують широку мережу. Листки сидячі або мало-черешкові; черешок 0.1–1 мм. Квіти: чашолистків 5, пелюстків 5. Насіння почкоподібне, 1 мм, гладке. 2n = 48.

## Поширення
Вид поширений у східній частині Європи — від Норвегії до України й на схід до Уралу, помірній Азії, Північній Америці — Сен-П'єр і Мікелон, Канада, США.
В Україні вид зростає в лісах, серед чагарників — у Лівобережному Поліссі, дуже рідко (Чернігівська область).

## Загрози та охорона
Основними загрозами є урбанізація, модифікація гідрографічного функціонування, відмова від пастушачих систем і розчищення лісів.
Вид занесений до Директиви Європейського Союзу 92/43/ЄС «Про збереження природних оселищ та видів природної фауни і флори» (Додаток II. Види рослин і тварин, що становлять особливий інтерес для Європейського Союзу, збереження яких потребує створення територій особливої охорони). Рослина також занесена до таких національних червоних списків: Естонія — EN, Фінляндія — NT, Норвегія — VU, Швеція — VU. Рослина там захищена законом, і деякі популяції перебувають у національних парках.

## Галерея

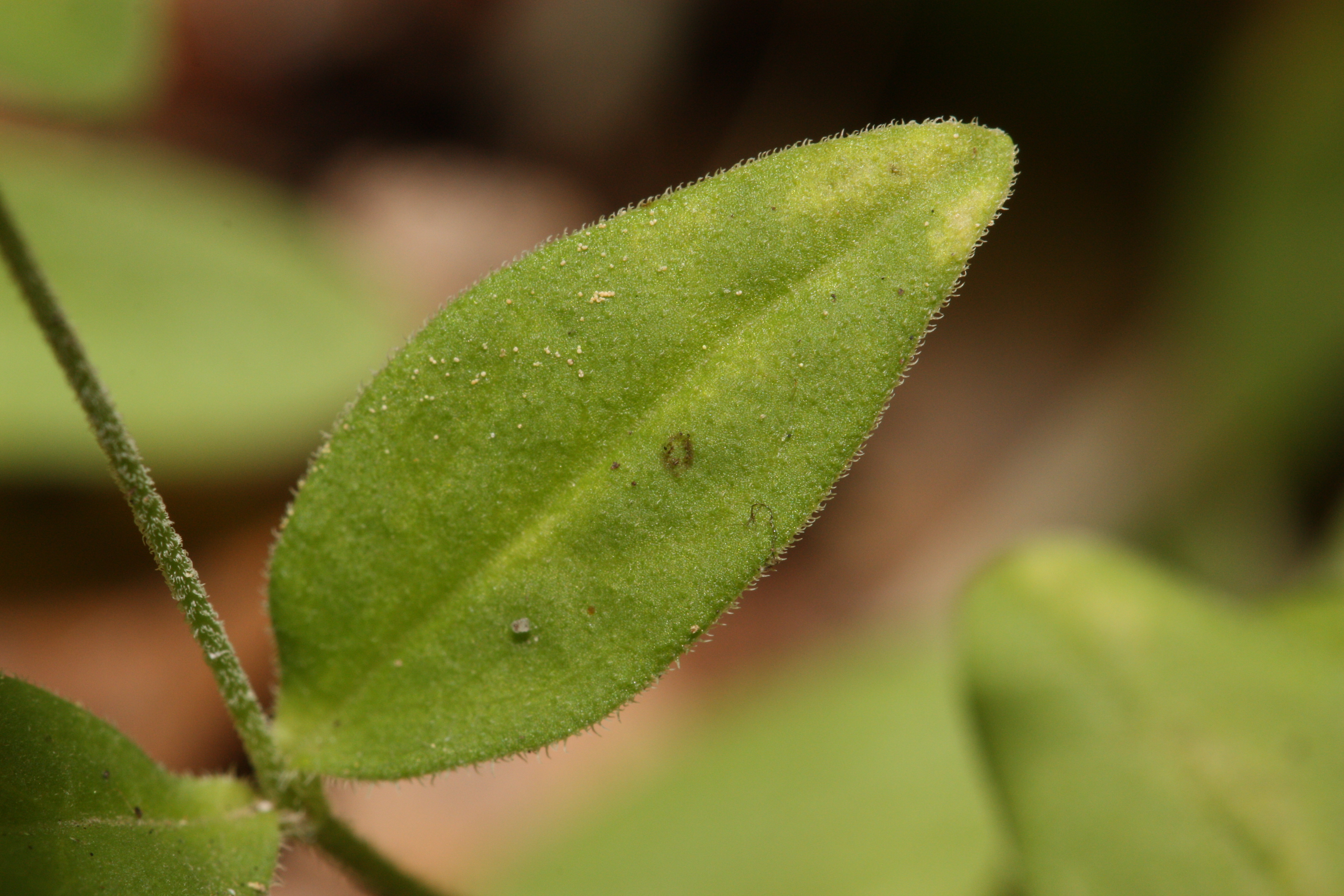
листок
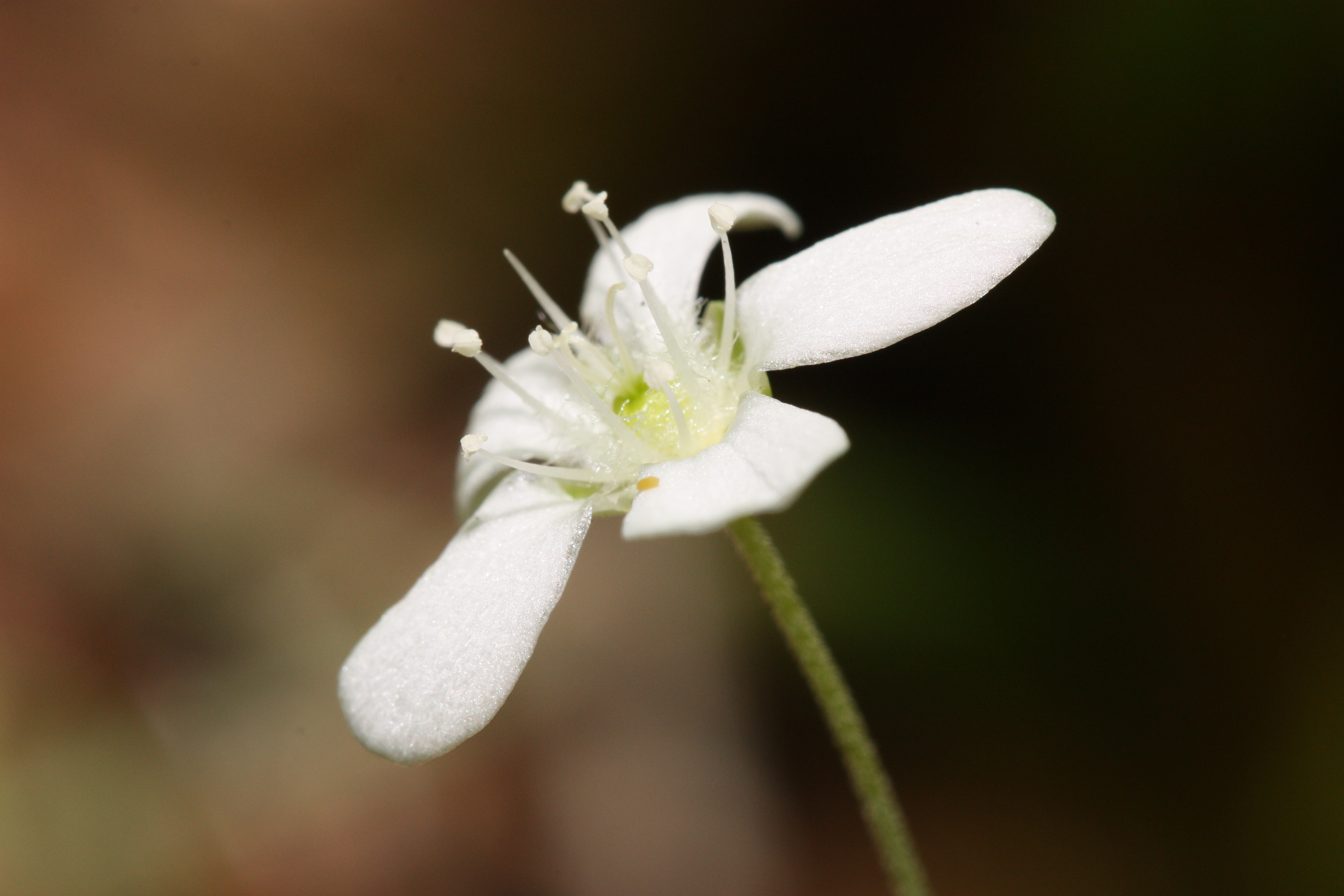
квітка